# Probo
Marco Aurelio Probo (en latín, Marcus Aurelius Probus; 19 de agosto de 232-septiembre u octubre de 282), más conocido en la historiografía romana como Probo, fue un emperador romano que gobernó desde 276 a 282.
Probo era originario de la región de Panonia y se sabe que sirvió en el ejército romano bajo Valeriano, Galieno, Claudio II y Aureliano. Como comandante en Oriente, después de la muerte del emperador Tácito, sus soldados le proclamaron como su sucesor y lo elevaron a la púrpura imperial. Un pariente del difunto emperador, Marco Annio Floriano, tomó el poder, aunque terminó siendo rápidamente asesinado por sus subordinados. Tras el reconocimiento del Senado, Probo asumió la defensa de las fronteras del imperio, y a raíz de esto, en 277-278, logró derrotar a los pueblos extranjeros que habían invadido Galia e Iliria. También consiguió restaurar el orden en las provincias orientales, y en consecuencia, derrotó a varios usurpadores: Julio Saturnino en Siria, y a Próculo y a Bonoso en la Galia. En 279, para intentar repoblar las devastadas provincias fronterizadas, Probo alojó a varios pueblos bárbaros en Mesia y Tracia. Además, suprimió la ley que prohibía la viticultura fuera de Italia. En 282, el emperador murió en Sirmio durante la revuelta de Marco Aurelio Caro.
Probo obtuvo los siguientes apelativos honoríficos: «Gótico Máximo» en 277, luego «Germánico Máximo», «Pérsico Máximo», «Pártico Máximo» en 279. También fue tribuno de la plebe hasta siete veces: en julio y el 10 de diciembre de 276, y a partir de esta última fecha, anualmente.

## Biografía
Oriundo de Sirmium, en Panonia, se conoce que su padre se llamaba Dalmacio. Siendo muy joven entró en el ejército, y se distinguió con los emperadores Valeriano, Tácito y Aureliano. Fue nombrado gobernador de la parte oriental del Imperio por el emperador Tácito, tras cuya muerte fue proclamado su sucesor por los soldados. Floriano, que reclamaba el trono de su hermano, fue ajusticiado por sus propias tropas, y el Senado ratificó ansioso la elección de los soldados.
Probo centró su reinado en exitosas guerras para restablecer la seguridad de las fronteras, siendo la más importante de estas operaciones la que llevó a cabo en Galia contra los invasores germanos.

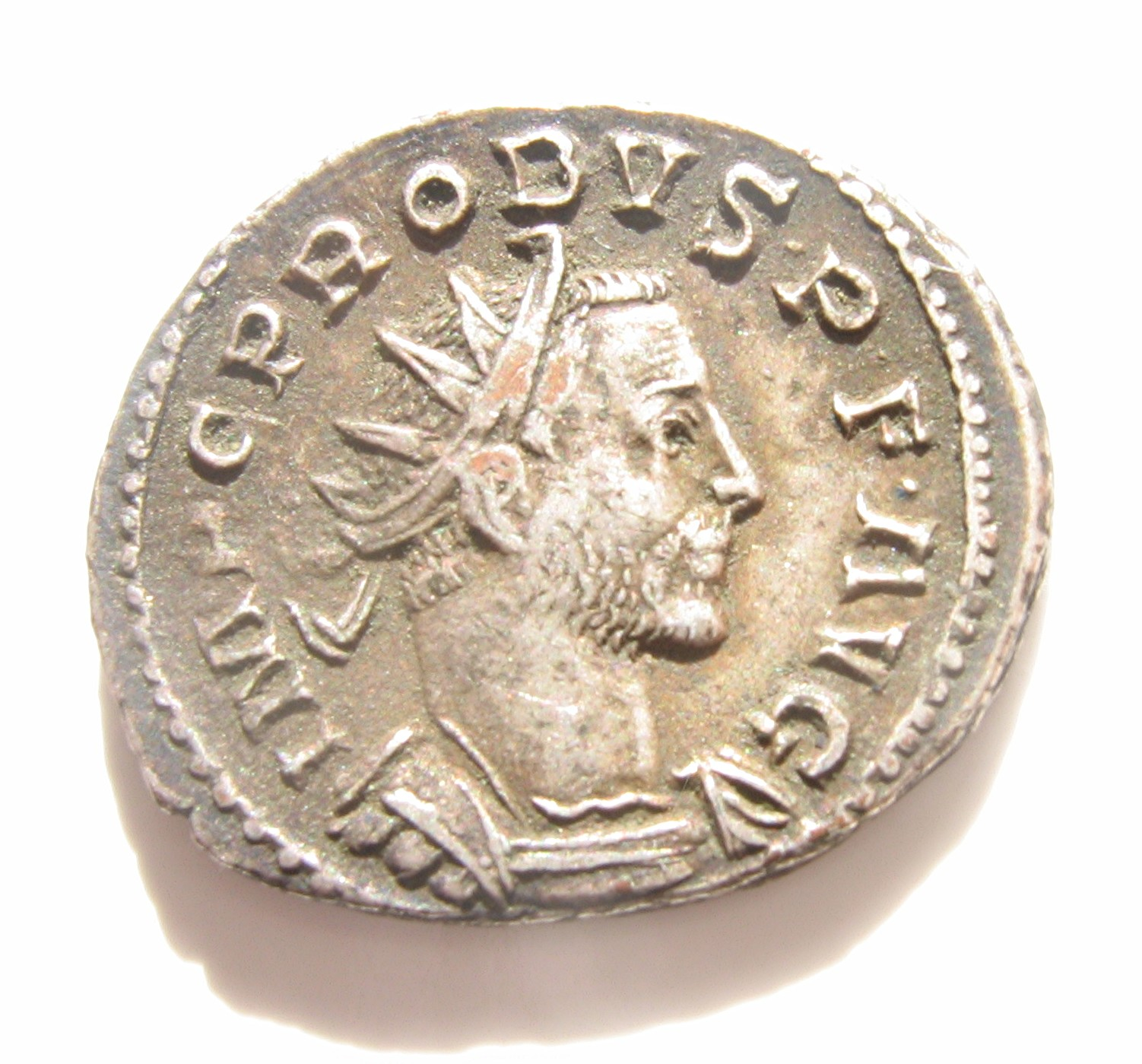
Busto de Probo en una moneda romana de la época del Imperio romano.

Probo sobrevivió a tres conspiraciones, protagonizadas por Saturnino, Próculo y Bonoso. Entre sus principios estaban el no permitir que sus soldados estuvieran ociosos, para evitar revueltas. Así, en tiempos de paz, empleaba el ejército en trabajos útiles a la comunidad, como plantar viñedos en Galia o Panonia, restableciendo las instalaciones públicas (acueductos, canales, puentes...) dañadas tras las continuas guerras. Esta asignación de tareas fue, naturalmente, impopular entre la soldadesca. 
En el año 281 Probo decidió reiniciar las campañas militares contra el Imperio sasánida, las cuales habían debido suspenderse a causa de la guerra simultánea mantenida por el emperador Aureliano contra el Imperio de Palmira y el Imperio Galo. Así, Probo partió a Oriente a mediados de 282 pero acudió primero a constatar el drenado de los pantanos de su ciudad natal en Panonia; allí recibió noticias de que en su ausencia la Guardia Pretoriana se había rebelado y proclamado emperador a su jefe, Marco Aurelio Caro. Las tropas enviadas por Probo contra los rebeldes cambiaron prontamente de bando y al saberse esto en Panonia, Probo fue asesinado por sus propios soldados. Su muerte fue lamentada años después tanto por el Senado como por la plebe, e incluso los soldados, arrepentidos, erigieron un monumento en su honor. En muy pocas ocasiones un emperador dejó tan buen recuerdo.